# 水城正太郎
水城 正太郎（みずき しょうたろう、生年月日不詳）は、日本の作家。主にライトノベルを手掛ける。ゲーム制作会社「ホビー・データ」を経て、クリエイター集団「A-TEAM」を主宰する。

## 作品リスト

### 単著
- 東京タブロイド（富士見ミステリー文庫、2001年1月 - 2004年6月、全9巻+短編集全3巻）
- LOST MOMENT（富士見ミステリー文庫、2003年6月 - 2004年1月、全2巻）
- ハーフダラーを探して（富士見ミステリー文庫、2004年11月 - 2005年9月、全3巻）
- たましいの反抗記 すてるがかち!（富士見ミステリー文庫、2006年6月、単巻）
- せんすいかん（HJ文庫、2006年7月 - 9月、全2巻）
- いちばんうしろの大魔王（HJ文庫、2008年2月 - 2014年3月、全13巻）
- ほんとにあった、ちょいコワ奇譚集（富士見ファンタジア文庫、2009年8月、単巻）
- ロッド&ブレット（幻狼ファンタジアノベルス、2009年10月、単巻）
- 十六夜 聖域（富士見ファンタジア文庫、2011年10月、単巻）
- 道化か毒か錬金術（HJ文庫、2018年10月 - 2019年6月、全2巻）
- 異界心理士の正気度と意見 -いかにして邪神を遠ざけ敬うべきか-（HJ文庫、2021年4月、単巻）

### 共著
「」内が水城正太郎の作品。
- 妖精使いになる方法 妖精伝承アンソロジーノベル（ファミ通文庫、2004年2月、単巻）「妖精で麻雀する方法」
- ネコのおと リレーノベル・ラブバージョン（富士見ミステリー文庫、2006年12月、単巻）「第3話」
  - 『ネコのおと リレーノベル・ラブバージョン』においては、水城が執筆する「第3話」からメタフィクションの様相を呈しはじめる。
- ハヤテのごとく!SS 超アンソロジー大作戦!!（ガガガ文庫、2009年8月、単巻）「プロローグ」「エピローグ」および構成担当
- 5分で読める12編のアンソロジーシリーズ
  - 卒業式であった泣ける話（マイナビ出版ファン文庫Tears、2021年2月、単巻）「小さな卒業式」
  - 動物園であった泣ける話（マイナビ出版ファン文庫Tears、2021年4月、単巻）「動物に喩えて」
  - 東京駅・大阪駅であった泣ける話（マイナビ出版ファン文庫Tears、2021年5月、単巻）「退職」
  - アイドルの泣ける話（マイナビ出版ファン文庫Tears、2021年8月、単巻）「いびつな真珠」
  - 将棋であった泣ける話（マイナビ出版ファン文庫Tears、2021年9月、単巻）「勝ってくれ」
- 動物の泣ける話 君からもらった幸せの思い出（マイナビ出版ファン文庫Tears、2020年6月、単巻）「僕の死なない犬」
- カフェであった泣ける話 涙の味はビターブレンド（マイナビ出版ファン文庫Tears、2020年11月、単巻）「コーヒーの味」
- 5分で感動 書店にまつわる泣ける話（マイナビ出版ファン文庫Tears、2021年11月、単巻）「かつて存在した書店という名の生き物について」

雑誌掲載
- きねま・でいず・ばびろん（月刊ドラゴンマガジン2001年8月号 龍皇杯掲載）